# Otto-Wels-Straße
Die Otto-Wels-Straße ist eine Innerortsstraße im Hamburger Stadtteil Winterhude und durchquert den Hamburger Stadtpark. Sie hieß früher Hindenburgstraße.

## Verlauf

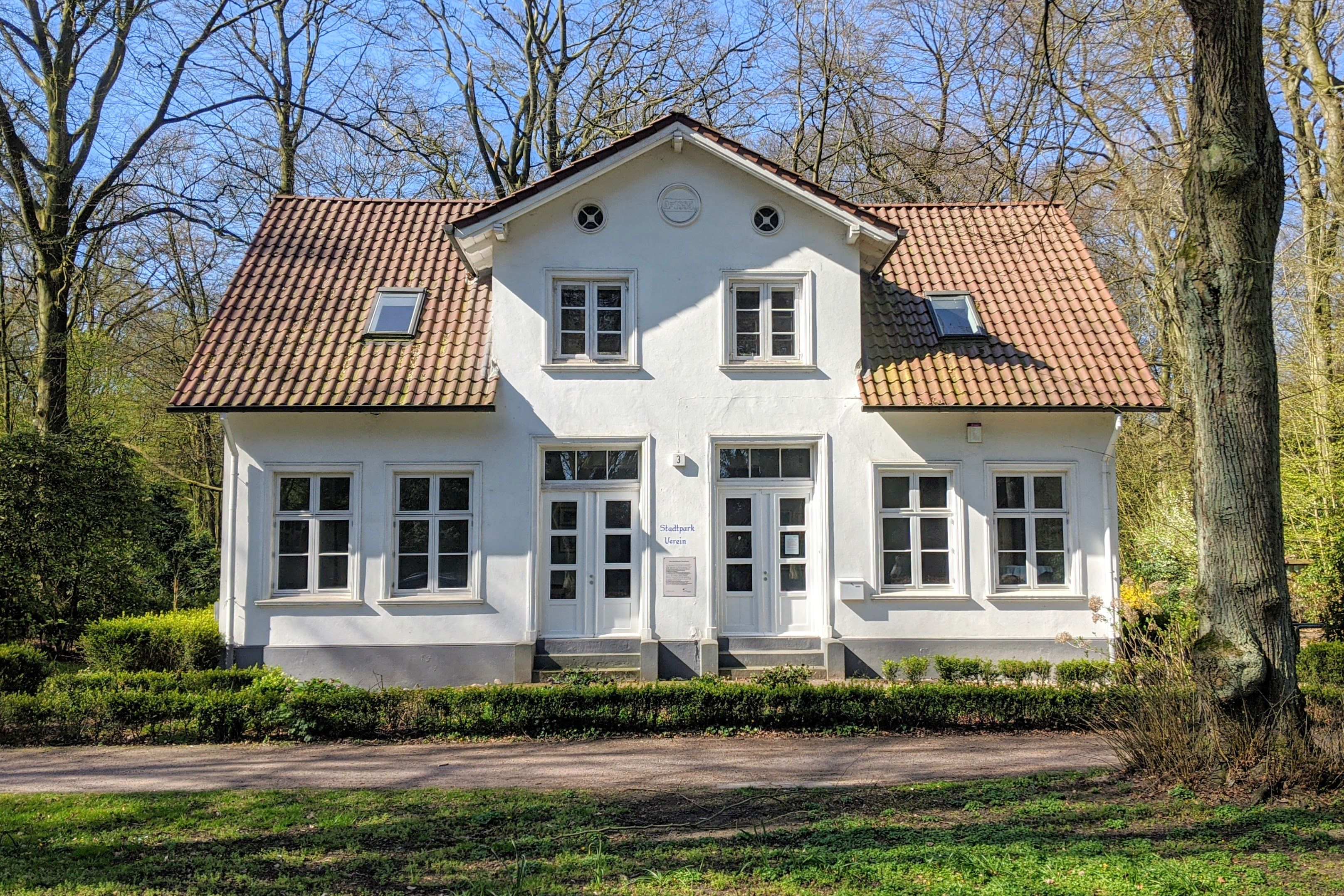
Sierichsches Forsthaus an der Otto-Wels-Straße

Die Straße beginnt am südlichen Ende des Hamburger Stadtparks, an der Kreuzung der Straßen Borgweg und Südring, und endet am U-Bahnhof Alsterdorf.
Sie durchquert den Stadtpark in einem geschwungenen Verlauf und schneidet dessen Hauptachse senkrecht. Im Stadtpark liegen das Landhaus Walter, das unter Denkmalschutz stehende Sierichsche Forsthaus und das Hamburger Planetarium. Dieser Abschnitt wurde für die Stadtparkrennen benutzt, wovon bis in die 1980er-Jahre eine vertiefte Fahrbahnkante in der Kurve zum westlichen Südring zeugte. Nördlich der Kreuzung mit dem Jahnring führt die Straße am Polizeipräsidium vorbei.

## Namensgeber
Die Straße ist nach dem SPD-Politiker Otto Wels benannt, der am 23. März 1933 in der letzten freien Reichstagsrede gegen das so genannte „Ermächtigungsgesetz“ der Nationalsozialisten argumentierte und die Ablehnung durch die SPD begründete.

## Geschichte
Bis zu Umbenennungen 2013 und 2025 gab es in Hamburg die nach dem deutschen Generalfeldmarschall und Reichspräsident Paul von Hindenburg benannte Hindenburgstraße. Sie führte vom südlichen Rand des Stadtparks nach Norden durch den Stadtpark, nahe der Westgrenze der City Nord bis zum Polizeipräsidium, dem U-Bahnhof Alsterdorf und der Güterumgehungsbahn. Sie überquerte die Alster mit der damals Hindenburgbrücke genannten Brücke und kreuzte dann den Maienweg, wo sie bis in die 1950er-Jahre endete. Später war sie bis zur Alsterkrugchaussee und 1979 bis zur Obenhauptstraße in einem Gewerbegebiet südlich des Hamburger Flughafens verlängert worden.
Am 16. September 2013 wurde der südliche Abschnitt durch den Stadtpark bis zur Kreuzung mit dem Jahnring in Otto-Wels-Straße umbenannt.
Am 1. August 2025 wurden auch die verbliebenen Abschnitte der Hindenburgstraße umbenannt. Der Abschnitt bis zum U-Bahnhof Alsterdorf heißt jetzt ebenfalls Otto-Wels-Straße. Der restliche Verlauf über die Alsterkrugchaussee hinweg bis zur Obenhauptstraße erhielt den Namen Traute-Lafrenz-Straße nach der Widerstandskämpferin Traute Lafrenz.